# Martina Gregersen
Martina Gregersen (* 1966 in Hamburg) ist eine Hamburger Politikerin der Grün-Alternativen Liste (GAL).

## Leben
Gregersen ist verwitwet und hat einen Sohn. Sie stammt aus einer Handwerkerfamilie im Hamburger Stadtteil Bramfeld. Sie machte nach ihrem Realschulabschluss zuerst eine Ausbildung als Maler und Lackiererin und schloss diese mit Auszeichnung ab. Sie ließ sich in dem Bereich der Denkmalpflege fortbilden. 

## Politik
Zur Politik kam sie durch eine Anwohnerinitiative in der Jarrestadt im Jahr 1988. In der GAL engagiert sie sich seit 1992. Sie war seit 1993 Bezirksabgeordnete in der Bezirksversammlung Hamburg-Nord und dort auch von 1999 bis 2004 Fraktionsvorsitzende. 
Gregersen saß von 2004 bis 2011 in der Bürgerschaft und war dort sozialpolitische Sprecherin der Fraktion der GAL. Zudem war sie Fachsprecherin für Behindertenpolitik und Senioren  bzw.  Alte Menschen. Des Weiteren war sie in den Ausschüssen für Gesundheit und Soziales tätig.
Bei der Bürgerschaftswahl 2008 errang sie ein Direktmandat im Wahlkreis 08 (Eppendorf, Winterhude, Hoheluft-Ost). Seitdem war sie Sprecherin ihrer Fraktion für Verkehrspolitik, Obdachlosen- und Behindertenpolitik.
Bei der Bürgerschaftswahl im Februar 2011 trat sie auf der GAL-Landesliste an, konnte jedoch nicht wieder in die Bürgerschaft einziehen.